# Gonodactylus
Gonodactylus es un género de camarones mantis, perteneciente de la familia Gonodactylidae.

## Especies
Gonodactylus contiene los siguientes especies:
- Gonodactylus acutirostris de Man, 1898
- Gonodactylus botti Manning, 1975
- Gonodactylus childi Manning, 1971
- Gonodactylus chiragra (Fabricius, 1781)
- Gonodactylus platysoma Wood-Mason, 1895
- Gonodactylus smithii Pocock, 1893
- Gonodactylus zacae [2]

- Gonodacrylus bredini Manning, 1969

- Gonodactylus curacaoensis Schmitt, 1924
- Gonodactylus oerstedii Hansen,1895
- Gonodactylus spinulosus Manning, 1924 [3]